# Welcome to Hell (Album)
Welcome to Hell (engl.: Willkommen in der Hölle) ist das 1981 veröffentlichte Debütalbum der britischen Metal-Band Venom.

## Entstehung und Veröffentlichungen
Nach ihrer Gründung in den späten 1970er Jahren nahmen Venom 1980 zwei Demos auf, die bereits sechs der später auf Welcome to Hell verarbeiteten Stücke beinhalteten. 1981 folgte die Single In League with Satan mit Live like an Angel als B-Seite. Die für Neat Records produzierte 7" war zugleich die erste Aufnahme Venoms als Trio, bestehend aus Conrad „Cronos“ Lant, Jeffrey „Mantas“ Dunn und Anthony „Abaddon“ Bray.
Im Impulse Studio, wo die Single entstand, spielte die Band im selben Jahr innerhalb von nur drei Tagen elf Titel ein, u. a. Neuinterpretationen der beiden Lieder der Single. Als Produzent zeichnete Keith Nichol verantwortlich, abgesehen von den auf der Single enthaltenen Stücken fungierten die Bandmitglieder als Co-Produzenten. Das Mastering wurde im Utopia Studio in London durchgeführt.
Die Demoqualität aufweisende Aufnahme erschien ohne Einwilligung der Band erstmals im Dezember 1981 unter dem Titel Welcome to Hell auf MC und LP, darunter waren zwei limitierte Auflagen als Picture Disc und Coloured Vinyl. Neben Neat Records waren Banzai Records, Beat Records und Bernett Records beteiligt, Trio Records veröffentlichte die LP parallel in Japan. 1982 erschien über Neat Records bereits die erste Wiederveröffentlichung auf Vinyl, weitere Rereleases folgten ab 1985, u. a. auch über Roadrunner Records. Diese Plattenfirma gab 1990 unter dem Banner Roadracer Records auch die erste CD-Fassung von Welcome to Hell heraus. 1992 zeichnete Combat Records für eine Neuausgabe verantwortlich, die mit In Nomine Satanas und Bursting Out zwei Bonustitel enthielt. Am 21. Juli des darauffolgenden Jahres veröffentlichte Metal Mania unter dem Titel Welcome to Hell + Singles in Japan eine Version mit zehn zusätzlichen Stücken. 2002 folgte letztlich die Neuauflage mit 11 Bonustiteln, die zuerst von Castle Records auf den Markt gebracht wurde.

## Titelliste
Seite A
1. Sons of Satan (Lant) – 3:38
2. Welcome to Hell (Lant, Dunn) – 3:15
3. Schizo (Lant, Dunn) – 3:34
4. Mayhem with Mercy (Lant, Dunn) – 0:58
5. Poison (Lant, Dunn) – 4:33
6. Live like an Angel (Die like a Devil) (Dunn) – 3:59

Seite B
1. Witching Hour (Lant, Dunn) – 3:40
2. One Thousand Days in Sodom (Lant, Dunn) – 4:36
3. Angel Dust (Lant, Dunn) – 2:43
4. In League with Satan (Lant, Dunn) – 3:35
5. Red Light Fever (Lant, Dunn) – 5:14

Bonuslieder auf der Neuveröffentlichung aus dem Jahr 2002
1. Angel Dust (From the Lead Weight v/a) – 3:03
2. In League with Satan (7" Version) – 3:32
3. Live like an Angel (7" Version) – 3:53
4. Bloodlust (7" Single) – 3:00
5. In Nomine Satanas (7" Single) – 3:23
6. Angel Dust (Demo) – 3:12
7. Raise the Dead (Demo) – 3:31
8. Red Light Fever (Demo) – 4:45
9. Welcome to Hell (Demo) – 4:58
10. Bitch Witch (Outtake) – 3:07
11. Snots Shit (Outtake) – 2:10

## Musik und Texte
Sons of Satan ist eine mit plakativem Satanismus untermalte fiktive Selbstreferenz der Band. Das Lied basiert größtenteils auf einem Riff und klingt disharmonisch.
Das Titelstück Welcome to Hell ähnelt inhaltlich Sons of Satan. Der Text ist zudem von oberflächlichen Gewaltdarstellungen geprägt, in den Mittelteil ist eine gesprochene Botschaft integriert. Die Musik ist gleichfalls riffbetont, aber harmonischer. Die Gitarre sticht zudem stärker heraus.
In Schizo wird das Dasein eines Serienmörders beschrieben, der für seine Außenwelt wie ein durchschnittlicher Mitbürger wirkt und demnach unverdächtig erscheint. In der letzten Strophe wird zur Vorsicht gegenüber fremden Personen aufgerufen. Das Lied ist schnell gehalten und verlangsamt sich nur während der dritten Strophe, die zudem kürzer ist als die übrigen.
Mayhem with Mercy ist mit einer Spielzeit von knapp unter einer Minute das kürzeste Stück auf einer LP von Venom. In dem Instrumental sind eine Akustikgitarre und zunehmend lauter werdende Gongschläge zu hören, untermalt von einem an wehenden Wind erinnernden Soundeffekt.
In Poison wird von einer jungen Frau berichtet, die der ganze Stolz ihrer Eltern ist, aber wahrscheinlich ohne deren Wissen ein ausschweifendes Sexualleben führt. Die Musik ist schnell und basiert überwiegend auf einem simplen Riff.
Live like an Angel (Die like a Devil) ist aus der Sicht einer Person geschrieben, die einen hedonistischen Lebensstil frönt. Das Lied gehört zu den schnellsten des Albums und ist im Vergleich zu den meisten anderen bassarm produziert. Es enthält außerdem ein vergleichsweise langsames Gitarrensolo.
Witching Hour beginnt mit einem etwa halbminütigen Sample, der fließend in die Musik übergeht. Das Lied ist schnell gehalten und basiert ebenfalls auf einem simplen Riff. Im Text wird ein Hexensabbat sowie die Opferung eines Kindes für Satan beschrieben. Das Stück endet mit mehreren langgezogenen Schreien.
One Thousand Days in Sodom beschreibt die Zustände im biblischen Sodom. Das Lied ist stark rhythmisch und im mittleren Tempo behalten.
Angel Dust ist nach Mayhem with Mercy der kürzeste Titel des Albums, im Text wird Drogenkonsum unkritisch thematisiert. Die Musik ist sehr schnell gespielt, in den Mittelteil ist ein Gitarrensolo integriert.
In League with Satan beginnt mit einer von Cronos gesprochenen Rückwärtsbotschaft. Es basiert überwiegend auf einem gleichmäßigen Tomtomrhythmus und ist vergleichsweise langsam gehalten, der Gesang ist mit Nachhall unterlegt. Im Text wird die Unterwürfigkeit des lyrischen Ich gegenüber Satan zum Ausdruck gebracht.
Red Light Fever beginnt mit einem kurzen Violinenintro. Das eigentliche Lied ist im mittleren Tempo eingespielt, das sich zum Ende hin steigert. Es ist sehr rhythmisch betont, beinhaltet im Mittelteil jedoch auch ein Gitarrensolo. Im Text werden Sexfantasien und die Inanspruchnahme der Dienste von Prostituierten dargestellt.

## Gestaltung
Das Cover zeigt vor schwarzem Hintergrund ein von einem Kreis eingerahmtes Pentagramm, in dem wiederum ein Ziegenkopf zu sehen ist. Das Bandlogo befindet sich auf der oberen Bildhälfte, der Albumtitel in gebrochener Schrift im unteren. Die grafischen Elemente und Buchstaben sind in gelb gehalten, wobei der Farbton bei den verschiedenen Veröffentlichungen z. T. variiert. Die visuellen Grundzüge fanden bereits für die Single In League with Satan Verwendung. Das Cover wurde von Cronos entworfen.
Einige Versionen des Albums weisen kleine Unterschiede bei der Covergestaltung auf, so ist es bei ersten CD-Version und der von Metal Mind 1993 herausgegebenen MC-Fassung schwarz-weiß gehalten. Das Cover der Veröffentlichung von Castle Records aus dem Jahr 1993 zeigt die Grafik in rot und die Schrift in weiß, außerdem ist der Albumtitel in größeren Buchstaben gehalten.
Das Backcover der originalen LP ziert ein Schwarz-Weiß-Foto der Bandmitglieder, die sich in einer Wasseroberfläche spiegeln. Die Erstveröffentlichung enthielt außerdem ein Poster.

## Rezeption
Im Sounds bezeichnete Geoff Barton das Album als „possibly the heaviest record ever allowed in the shops for public consumption“ (dt.: „vielleicht die schwerste Aufnahme, deren öffentlicher Verkauf jemals erlaubt wurde“), und verglich die Klangqualität der Platte mit einer „fünfzig Jahre alten Pizza“. Kerrang-Schreiber Paul Elliott ordnete Welcome to Hell und die beiden Nachfolger Black Metal und At War with Satan als Venoms größte Alben ein. Er verglich die Band mit Motörhead und bezeichnete die Musik als „brutalen Speed Metal“. Zugleich sah Elliott die Band als Teil der New Wave of British Heavy Metal sowie als Vorreiter des Thrash Metal und verglich ihren Einfluss mit dem von Diamond Head und Iron Maiden.
Das Rolling Stone listete Welcome to Hell in seiner Liste der 100 besten Metal-Alben aller Zeiten auf Platz 74. In der Rezension wurde die Platte als „Vorreiter für Black Metal und Death Metal“ bezeichnet und die Band als Klassiker in einer Reihe mit den Ramones und Motörhead gesehen.
Der Autor Dayal Patterson nahm Welcome to Hell in seine Liste der zehn besten Black-Metal-Alben aller Zeiten auf. In der Rezension wurden der raue Klang hervorgehoben und die LP als historisch wichtiger als sein Nachfolger angesehen. Patterson betrachtete die Band auch als Vorreiter für Immortal.
Daniel Müller vom E-Zine Crossfire vergab 9 von 10 Punkten und hob die musikalische Nähe zum Punk und im Falle von Schizo zum Rock ’n’ Roll hervor, das Riff des Titelstücks verglich er mit dem von 2 Minutes to Midnight.
Die Durchschnittsbewertung in den Metal Archives liegt bei 90 %, verteilt auf 18 Bewertungen.
Auf Rate Your Music ist das Album inkl. der Neuveröffentlichungen mit 3,65 von 5 möglichen Punkten bewertet, verteilt auf 3765 Kritiken.
Die Gesamtbewertung aller Ausgaben auf Discogs liegt, gemessen an 1227 Kritiken, bei durchschnittlich 4,45 von 5 Punkten.
In einer Rezension auf Allmusic wurde die Klangqualität des Albums als so schlecht beschrieben, als wäre es in einem Grab aufgenommen („like it was recorded in a tomb“).
Die norwegische Black-Metal-Band Mayhem benannte sich nach dem Stück Mayhem with Mercy. Witching Hour war Namensgeber der saarländischen Thrash-Metal-Band Witching Hour. Die deutsche Metal-Band Poison benannte sich nach dem Lied Poison, der Name der Dortmunder Gruppe Angel Dust leitet sich ebenfalls von dem entsprechenden Lied Venoms ab. Sodom bezogen sich namentlich auf One Thousand Days in Sodom.
Der Titel des Albums When You Were Shouting at the Devil...We Were in League With Satan (2008) der kanadischen Metal-Band Zimmers Hole beruht auf Mötley Crües Shout at the Devil und Venoms In League with Satan.

## Coverversionen (Auswahl)
Sons of Satan
- Ophthalamia 1998 auf dem Album A Long Journey[13]

Welcome to Hell
- Anathema 1998 auf dem Sampler In The Name Of Satan - A Tribute To Venom[14]
- Silent Death 2000 auf dem Album Tribute to Old School Metal[15]
- Behemoth u. a. 2003 auf der EP Conjuration[16]
- Sabbat 2009 auf der Kompilation Asian Demonslaught[17]
- Atomkraft 2014 auf der Kompilation Looking Back to the Future[18]
- Cryptic Slaughter 2017 auf der Kompilation The Lowlife Chronicles - Cryptic Slaughter 1984-1988[19]

Schizo
- Crucifixion BR 2000 auf dem Livealbum Live Possession[20]
- Chainsaw 2014 auf dem Demo Fuck the Church[21]
- Exhumed 2015 auf der Kompilation Platters of Splatter: A Cyclopedic Symposium of Execrable Errata and Abhorrent Apocrypha 1992-2002[22]

Mayhem with Mercy
- Sigh 2008 auf der EP A Tribute to Venom[23]

Poison
- Mantas u. a. 1984 auf dem Demo Live Tape #1[24]
- Warhammer 2009 auf der limitierten Edition des Albums No Beast So Fierce…[25]
- Kam Lee 2016 als Single[26]
- Ringworm 2016 auf der Deluxe-Version des Albums Snake Church[27]
- Terrör Striker 2017 auf der limitierten Version der EP Hordes of Armageddon[28]
- Nekrofilth 2018 auf dem Album Worm Ritual[29]

Live like an Angel (Die like a Devil)
- Hellstorm 2010 auf der EP CorpseHunters[30]
- Hellsword 2012 auf der limitierten Version des Demos Blasphemy Unchained[31]
- Oh Shit They're Going to Kill Us 2012 auf der EP Combat Shock[32]
- Burstin' Out 2012 auf dem Demo A Tribute to Venom[33]
- Burial Ground 2017 als B-Seite der Single Heavy Metal Drinker[34]
- Dread Souvereign 2017 auf dem Album For Doom the Bell tolls[35]
- Infernal Assault 2018 auf der EP Spectres of the Night[36]

Mit ihrem zeitweiligen Sänger Tony Dolan spielten Venom außerdem selbst eine Neufassung des Stückes für das Album Prime Evil (1989) ein.
Witching Hour
- Mayhem 1986 in zwei Versionen auf dem Demo Deathrehearsel[38] und 1987 auf dem Demo bzw. der EP Deathcrush[39]
- Slayer 1995 auf dem Live-Video Live Intrusion[40]
- Kreator 1998 auf dem Sampler In The Name Of Satan - A Tribute To Venom[14]
- Speedwolf 2009 auf dem Demo Bark at the Poon[41]
- Distürbia Cladis 2015 als Single unter dem Titel Witching Hour: A Fuckin' Tribute to Venom
- Gravehill 2016 auf der limitierten Version des Albums Death Curse[42]
- Therion 2020 auf der Kompilation Cover Songs 1993–2007[43]

 One Thousand Days in Sodom
- Cronos 1995 auf dem Album Venom[44]
- Sodom 1998 auf dem Sampler In The Name Of Satan - A Tribute To Venom[14]
- Gortician 1998 auf dem Album Metal Up Your Cunt[45]
- Bloodthirst 2009 auf dem Split-Album Infernal Thrashing Kömmandments[46]
- Sanheim 2015 auf dem Live-Split-Album Live Split[47]

Angel Dust
- Voivod 1983 auf dem Demo Anachronism[48]
- Stone Vengeance 1985 auf dem Demo Black Metal[49]
- Morpheus Descends 1997 auf dem Demo Forbidden Path of Unthinkable Evil[50]
- Pennsylvania Connection 2002 auf dem Demo Demo 2002[51]
- Kriegg 2012 auf dem Demo E.P. – Evil Power[52]
- Whipstriker 2014 auf der MC-Version des Split-Album Motörized Metal / Born To Spread The Mayhemic Loudness[53]

In League with Satan
- Six Feet Under 2000 auf dem Album Graveyard Classics[54]
- Carpathian Forest 2002 auf der Kompilation We're Going to Hell for This - Over a Decade of Perversions[55]
- Krisiun 2003 auf dem Album Works of Carnage[56]
- Zimmers Hole 2008 auf dem Album When You Were Shouting at the Devil...We Were in League With Satan[12]
- Witchcurse 2008 auf dem Livealbum The Witch is Alive[57]
- Countess 2011 auf dem Album On Wings of Defiance[58]
- Melvins 2013 als B-Seite der Single A Tribute to Venom[59]

Red Light Fever
- Sadokist 2006 auf dem Livealbum Live in Perkele[60]